# Tulstrup Sogn (Skanderborg Kommune)
 For alternative betydninger, se Tulstrup Sogn. (Se også artikler, som begynder med Tulstrup Sogn)
Tulstrup Sogn er et sogn i Skanderborg Provsti (Århus Stift).
I 1800-tallet var Tulstrup Sogn anneks til Alling Sogn. Begge sogne hørte til Gjern Herred i Skanderborg Amt. Alling-Tulstrup sognekommune blev ved kommunalreformen i 1970 indlemmet i Ry Kommune, som ved strukturreformen i 2007 indgik i Skanderborg Kommune.
I Tulstrup Sogn ligger Tulstrup Kirke.
I sognet findes følgende autoriserede stednavne:
- Hylling (bebyggelse)
- Hylling Skov (areal)
- Hyllinglund (bebyggelse)
- Hyllingskov (bebyggelse)
- Javngyde (bebyggelse, ejerlav)
- Javngyde Mark (bebyggelse)
- Skovsrod (bebyggelse, ejerlav)
- Søkilde (bebyggelse)
- Tulstrup (bebyggelse, ejerlav)
- Tørring (bebyggelse, ejerlav)
- Vennely (bebyggelse)